# ...e tutti risero
...e tutti risero (They All Laughed) è un film del 1981 diretto da Peter Bogdanovich, con Audrey Hepburn, Ben Gazzara, Dorothy Stratten, Colleen Camp, Patti Hansen e John Ritter.

## Trama
Nella grande città di New York c'è gente che viene sorvegliata, gente che sorveglia per conto di altri, ma anche gente che sorveglia per mestiere: sono gli investigatori privati della Odissey Detective Agency, che si dilettano soprattutto a pedinare le più belle ragazze di Manhattan e si innamorano spesso delle belle donne spiate per conto dei loro mariti.
Se il direttore della Odissey non si intromette nelle relazioni private dei dipendenti perché è già occupato ad amoreggiare con la segretaria, il più vecchio degli investigatori, John Russo, divorziato, con due figlie e molte amanti, si innamora ricambiato della ricca signora che deve pedinare, Angela. Anche il giovane Charles Rutledge si prende una sbandata per un'altra ricca e giovane signora, Dolores, che lo ricambia, per lui divorzia e poi lo sposa. 
Altre storie d'amore e pedinamenti si intrecciano, coinvolgendo anche una spigliata e disinibita cantante country, Christy, e un'allegra e altrettanto disinibita taxista, Deborah. Alla fine tutto sembra finire per il meglio per tutti, ma non per John e Angela, che sono seriamente innamorati e devono lasciarsi in quanto lei riparte per l'Europa con il marito, forse per sempre. Ma la vita e gli amori, a New York, vanno avanti...

## Produzione e accoglienza
Il film fu prodotto da due amici del regista, George Morfogen e Blaine Novak, che vi recitano anche nei ruoli del direttore dell'Agenzia e di uno dei suoi investigatori donnaioli, e fu girato interamente a Manhattan.
Benché di fantasia, le vicende narrate si ispirano – per ammissione dello stesso regista – a storie e personaggi autentici: dietro al personaggio di John Ritter (che porta gli occhiali, come tanti protagonisti dei film di Bogdanovich) c'è lo stesso regista, così come dietro al personaggio di Ben Gazzara c'è lo stesso suo interprete e anche, di nuovo, qualcosa di Bogdanovich (non a caso le figlie bambine di Gazzara nel film sono impersonate dalle reali figlie del regista, Antonia e Alexandra Bogdanovich). Il bambino che interpreta il figlio di Angela è davvero il figlio della sua interprete, Audrey Hepburn; e le tre protagoniste femminili giovani, interpretate da Colleen Camp, Patti Hansen e Dorothy Stratten, sono modellate su donne della vita di Bogdanovich. Quanto a Audrey Hepburn, in una delle sue ultime e migliori interpretazioni, si ritrovò a girare molte scene del film a pochi passi dai luoghi in cui aveva girato vent'anni prima quelle del film che creò il suo mito, Colazione da Tiffany; e usciva da una sia pur breve relazione extraconiugale proprio con Ben Gazzara.
La vita si intrecciò però con il film in modo anche drammatico, alla fine perfino tragico, il che spiega i toni talvolta malinconici (soprattutto nei personaggi di Ben Gazzara e Audrey Hepburn) di quella che avrebbe dovuto essere un'allegra commedia di equivoci e scambi di coppie. Il film segue di poco la morte della madre del regista, appena sessantunenne, e la sua separazione dalla compagna di vita e anche di film Cybill Shepherd dopo una relazione durata nove anni. Ma, soprattutto, una delle sue interpreti, la bionda ventenne Dorothy Stratten, già ragazza copertina di Playboy, che molti consideravano la nuova Marilyn Monroe e che si era messa con Bogdanovich durante la lavorazione del film, venne uccisa dal marito geloso, nella loro casa di Los Angeles, due settimane dopo la fine delle riprese. Curiosamente, era stato proprio un detective privato come quelli del film ad avvertirlo della relazione della moglie con il regista. Per questo il film è dedicato, con una grande didascalia alla fine dei titoli di testa, a Dorothy Stratten. E per tutte queste ragioni Bogdanovich, per il quale i pochi giorni trascorsi con Dorothy nella suite del Plaza erano stati meravigliosi, lo definirà «la più felice e al tempo stesso la più triste esperienza della mia vita»,
Il film non fu un successo di pubblico, per via di quel brutale omicidio che aveva scosso l'America, e anche per via della crisi finanziaria della società che lo aveva prodotto. Presentato alla Biennale di Venezia del 1981, venne poi distribuito da un'altra piccola società, la Moon Pictures, ma anche questa fallì, trascinando il film nel proprio fallimento. Ma nel corso degli anni ... e tutti risero diventerà a poco a poco un fllm di culto, amato tra gli altri da Wes Anderson e Quentin Tarantino.Si tratta in effetti di «una sorta di giostra dell'amore senza sosta, tutta fatta di sguardi e di silenzi, di atti sospesi e di attese», secondo lo stesso regista «una specie di combinazione tra Renoir e Lubitsch, tra Truffaut e Demy», che fonde senza forzature i momenti slapstick del personaggio di John Ritter (che rimanda a quello di Ryan O'Neal in Ma papà ti manda sola?) e i toni da sophisticated comedy malinconica della storia d'amore incompiuta tra Ben Gazzara e Audrey Hepburn.
Il titolo originale, They All Laughed, è quello di una canzone di George Gershwin cantata da Fred Astaire in Voglio danzare con te (1937).